# Cathy Inglese
Catherine Mary Inglese (Wallingford (Connecticut), 16 de diciembre de 1958-Manhasset (Nueva York), 24 de julio de 2019) fue una entrenadora de baloncesto universitario estadounidense que fue entrenadora en jefe del programa de baloncesto femenino durante 27 años en la Universidad de Vermont, la de Boston y la de Rhode Island.

## Entrenamiento universitario
En 1983, Inglese se convirtió en entrenadora asistente de baloncesto para la Universidad de New Hampshire, puesto que ostentó durante tres años.
Inglese fue la entrenadora principal del equipo de baloncesto femenino de Vermont Catamounts en la Universidad de Vermont durante siete temporadas a partir de 1986. Reunió una serie de 57 victorias consecutivas en la temporada regular en dos temporadas con 29-0 en 1992 y 28-0 en 1993. Publicó un récord general de 120-74 en Vermont.